# Tita Gori
Tita Gori (Nimis, 22 luglio 1870 – Nimis, 24 maggio 1941) è stato un pittore italiano.

## Biografia
Visse soprattutto in Friuli; fu anche chiamato dal Vaticano per eseguire restauri, anche se non vi restò molto tempo per nostalgia della sua terra natia. Suoi affreschi andarono distrutti assieme alle chiese in Udine.

## Galleria d'immagini

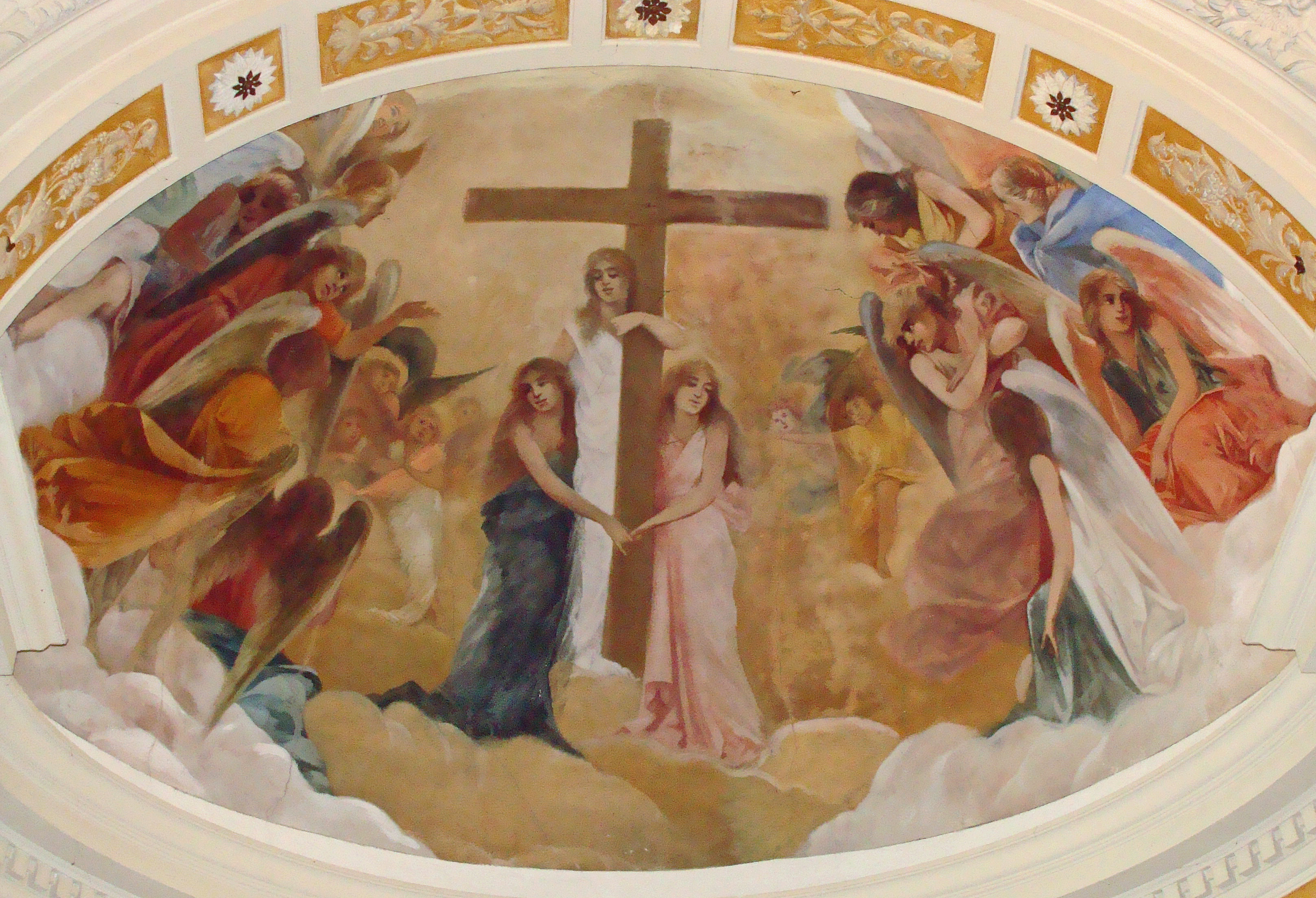
Affresco del coro della chiesa di Monteprato (1894)
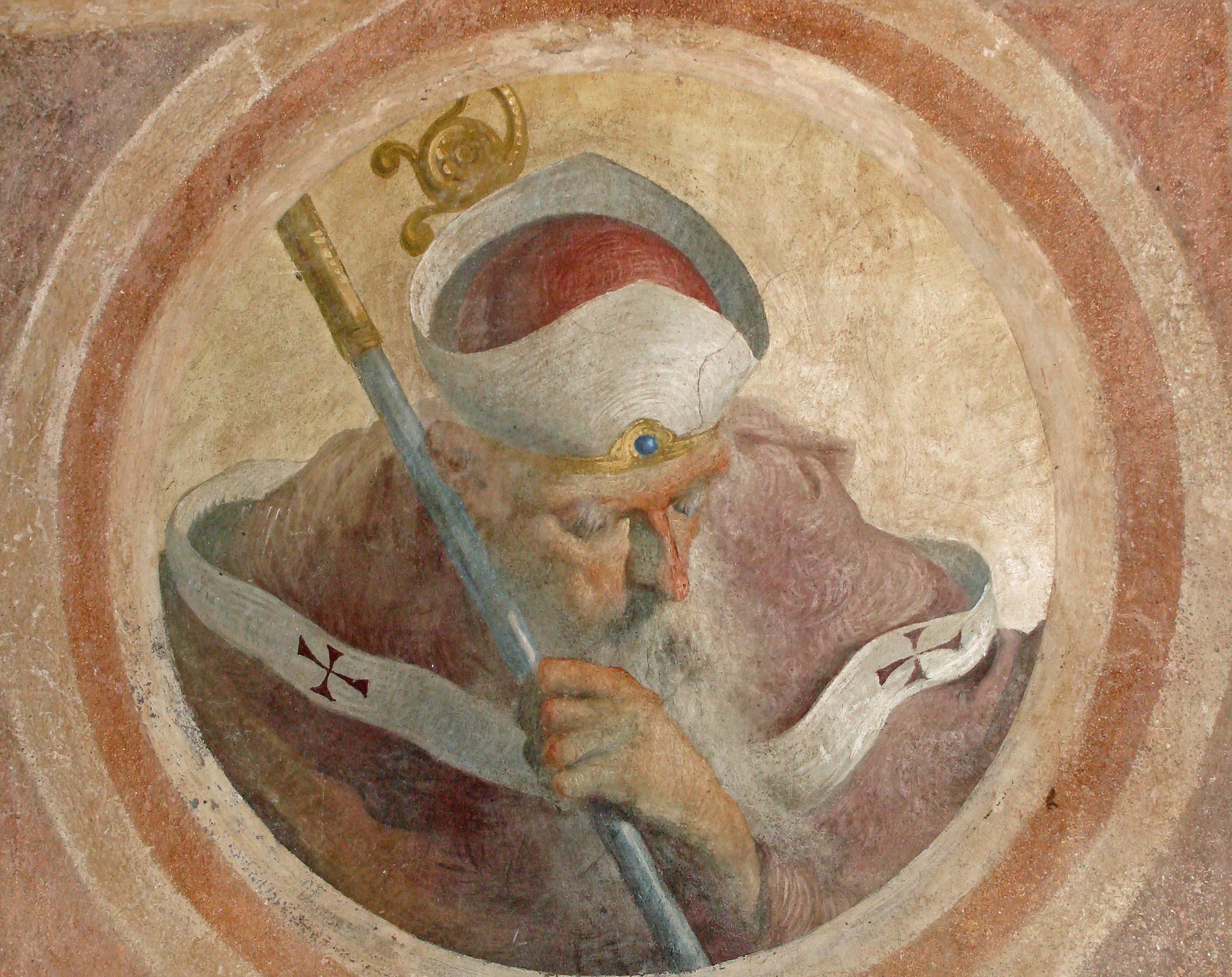
Affresco della chiesa di San Gervasio e Protasio (Nimis) (v. 1897)
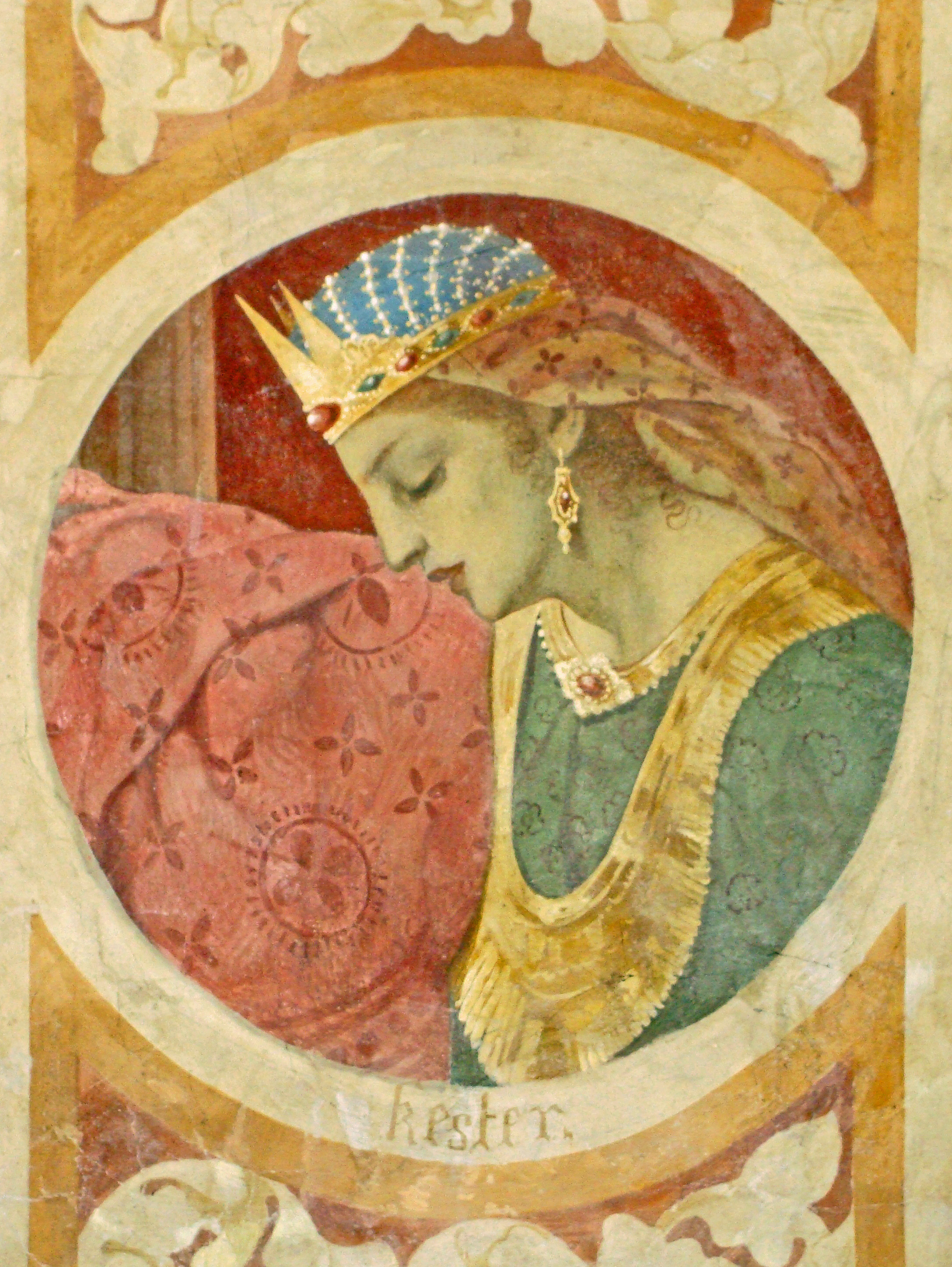
Affresco della chiesa di San Gervasio e Protasio (Nimis) rappresentante Ester (v. 1897)
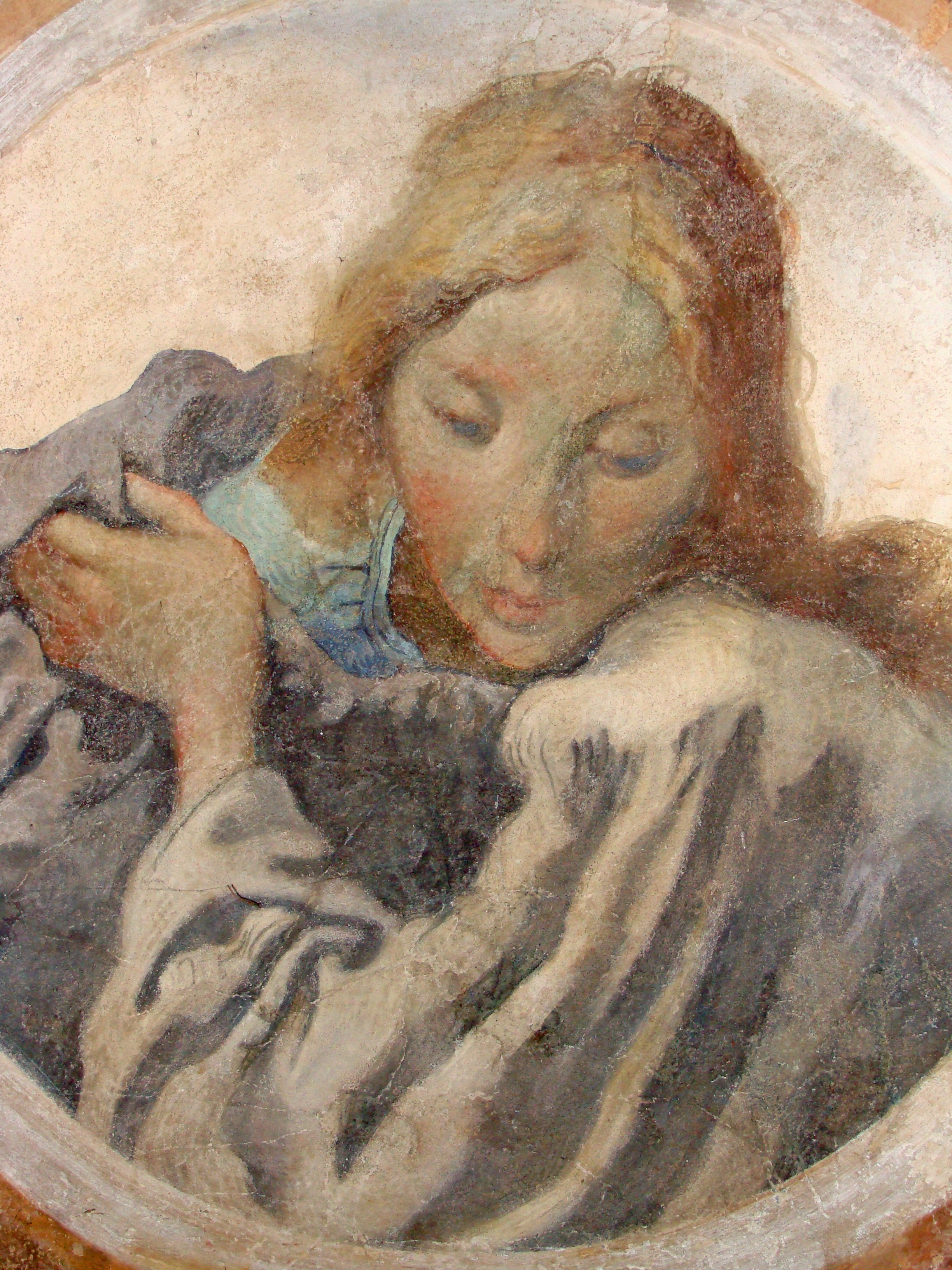
Affresco della chiesa di San Gervasio e Protasio (Nimis) (v. 1897)
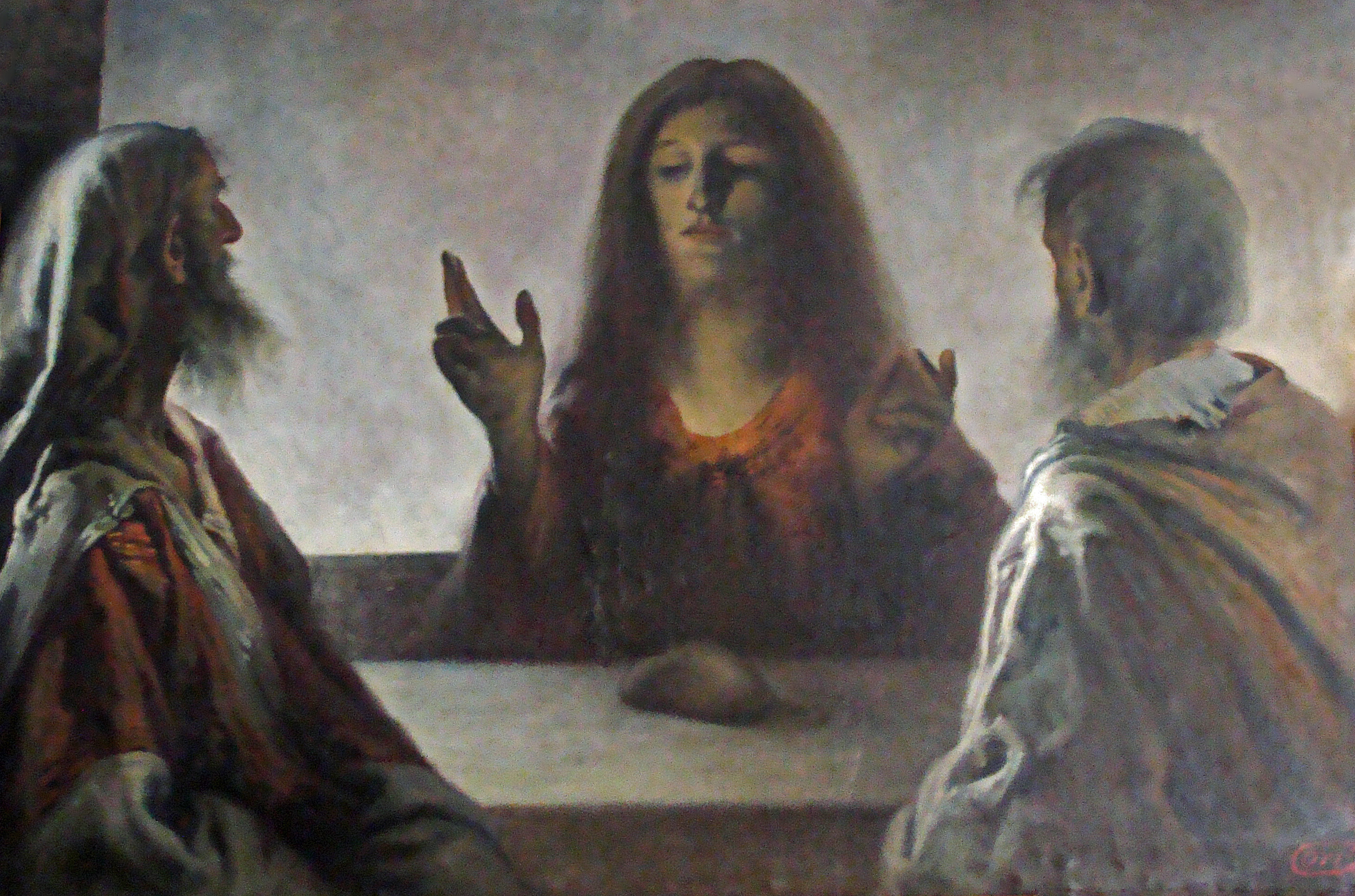
Gesù e i pellegrini d'Emmaus (collezione privata)
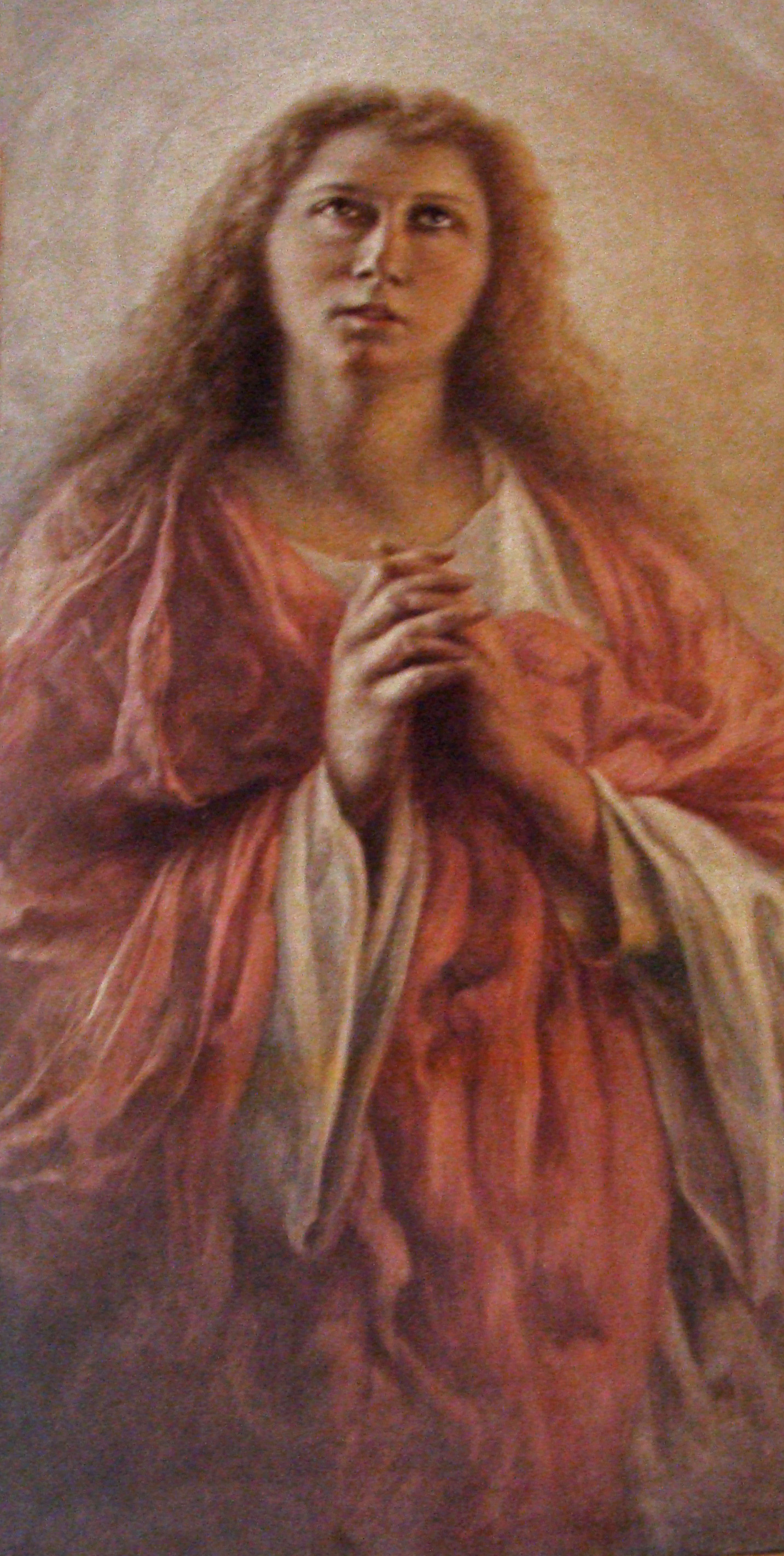
Una Santa (collezione privata)

Numerosi affreschi si trovavano nella Chiesa di Centa, a Nimis, ma sono stati demoliti, così come la Chiesa, dopo il sisma del 1976